# Cal Trempat Xic
Cal Trempat Xic és un mas ubicat al terme municipal de Sant Feliu de Buixalleu al veïnat de Gaserans.
Les ruïnes de cal Trempat Xic les trobem al Bosc de la Móra, just a llevant de Breda. El que en resta del mas són quatre parets, de la qual la més integra és la paret de la part posterior. Era una edificació que mira a migdia.
A les primeres imatges aèries realitzades pels americans l'any 1946 que podem veure al Vissir3 del ICGC s'aprecia com els camps del voltant estan treballats, però ja el 1956 s'aprecia que s'han convertit en bosc, s'entén doncs que el mas ja es va abandonar abans del 1956.
Tant als mapes topogràfics de l'ICGC com de l'Alpina, no en fan menció. No és així al mapa del llibre "Gaserans anys 50, tal com érem" de Jaume Fugarolas i Masó on en fa referència. En el mapa, també es fa menció de la seva font, Font de cal Trempat Xic, ubicada al mapa del Projecte Fonts del Montseny, per ara sense geolocalitzar.

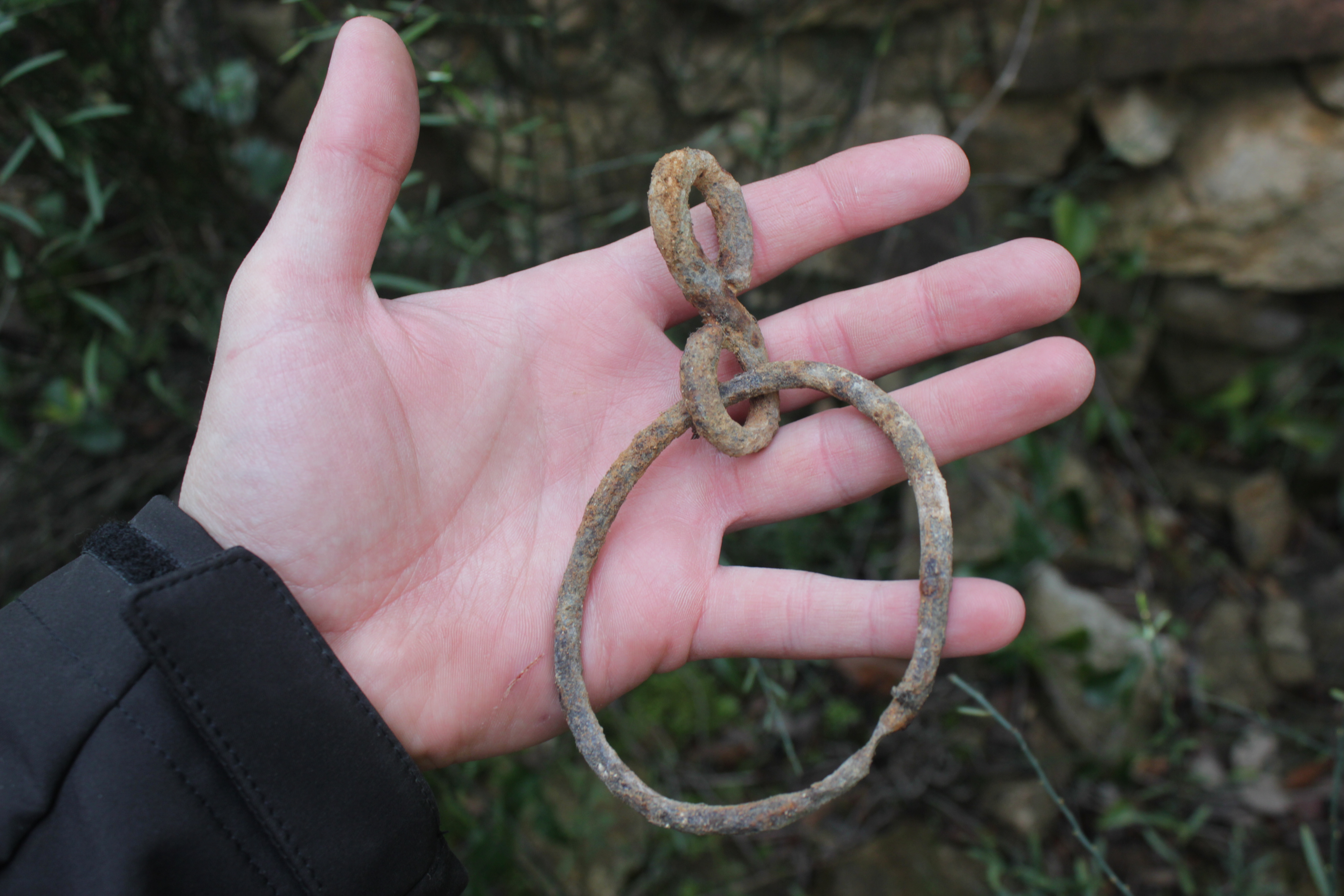
Estris quotidians

No hi ha constància de què hi hagi hagut un pou al mas, però així i tot s'hi ha localitat aquest estri del qual sembla ser útil per lligar la galleda i estirar-la des d'una politja.
Es pot trobar localitzat al mapa de "Les ruïnes del Montseny".

## Topònim
Segons Jaume Fugaroles i Maso, al seu llibre "Gaserans, anys 50: tal com érem" informa que Cal Trempat Xic anteriorment es deia Cal Xibec, però un jove de Cal Trempat (mas proper) que el coneixien com "el Trempat Xic", es va casar amb la filla del mas, fet que va fer canviar el nom del mas.